# Антеро Киви
Лаури Антеро Киви (фин. Lauri Antero Kivi; Оривеси, 15. април 1904 — Хелсинки, 29. јун 1981) бивши је фински атлетичар специјалиста за бацање диска.
Представљао је Финску на Летњим олимпијским играма 1928. у Амстердаму, освојивши сребрну медаљу, (47,23 м) иза победника Кларенса Краузера из САД који је за 9 цм био бољи. До данас, Кивијева сребрна медаља била је последња олимпијска медаља Финске у овој дисциплини, до данас (2012).
Киви је првак Финске био пет пута:1925. и 1927—30. Два пута је обарао фински рекорд у бацању диска.